# Steven Blum
 (avril 2020).
Si vous disposez d'ouvrages ou d'articles de référence ou si vous connaissez des sites web de qualité traitant du thème abordé ici, merci de compléter l'article en donnant les références utiles à sa vérifiabilité et en les liant à la section « Notes et références ».
Steven Blum est un acteur américain, né le 28 avril 1960 à Santa Monica en Californie.

## Biographie
Il prête sa voix au personnage de Marvel Comics Wolverine, dans plusieurs de ses apparitions.
Steve Blum interprète le super-vilain de DC Comics Waylon Jones / Killer Croc dans les trois principaux volets de la franchise vidéoludique Batman: Arkham, à savoir Batman: Arkham Asylum (2009), Batman: Arkham City (2011) et Batman: Arkham Knight (2015). S'il est remplacé par Khary Payton dans Batman: Arkham Origins (2013), l'acteur se voit attribuer le rôle d'un autre ennemi du chevalier noir dans cette préquelle, celui de Lester Buchinsky / Electrocutionner (en),.
De 2014 à 2018, il prête sa voix au Lasat Garazeb « Zeb » Orrelios, un des principaux protagonistes de la série d'animation Star Wars Rebels. Il lui prête de nouveau sa voix en 2023 dans un épisode de la troisième saison de la série en prise de vues réelles The Mandalorian.

## Filmographie

### Cinéma
- 1981 : Mobile Suit Gundam : Char Aznable
- 1986 : Le Projet Manhattan
- 1986 : Nous sommes onze ! : le roi
- 1986 : Outlanders : l'opérateur
- 1987 : Black Magic M-66 : Matthews
- 1987 : Les Ailes d'Honnéamise : un historien
- 1987 : West Is West
- 1988 : Akira : plusieurs personnages
- 1991 : Blowback 2 : Joe
- 1994 : Street Fighter II, le film : Tony Hawk et un journaliste
- 1994 : Beanstalk
- 1995 : Ghost in the Shell : voix additionnelles
- 1995 : Tokyo Mafia : Gingya Yabuki
- 1996 : Armageddon : l'assassin et le commandant Kaseros
- 1996 : Tokyo Mafia 2 : Gingya Yabuki
- 1996 : Black Jack : le commentateur olympique
- 1996 : Armitage III : le manager
- 1997 : Perfect Blue : le camioneur
- 1998 : Shadow Builder
- 1999 : Street Fighter Zero : Ken Masters
- 1999 : Sol Bianca : Rammy
- 2000 : Digimon, le film : plusieurs personnages
- 2000 : Blood: The Last Vampire : S.P.
- 2001 : Metropolis
- 2001 : Cowboy Bebop, le film : Spike Spiegel
- 2001 : Plume, le petit ours polaire : Henry
- 2001 : The Yin-Yang Master : Minahoto no Hirosoma
- 2002 : Lilo et Stitch : voix additionnelles
- 2003 : Vampire Hunters : Hei
- 2004 : Que sait-on vraiment de la réalité !? : plusieurs personnages
- 2005 : Köshpendiler : le shaman
- 2005 : La Légende de la pierre de Guelel : voix additionnelles
- 2005 : Final Fantasy VII: Advent Children : Vincent Valentine
- 2006 : Ultimate Avengers : voix additionnelles
- 2006 : Mission spéciale au pays de la Lune : voix additionnelles
- 2006 : Amer Béton : le docteur
- 2007 : Strait Jacket : Leiot Steinberg
- 2008 : Resident Evil: Degeneration : Greg Glenn
- 2009 : Aussie and Ted's Great Adventure : Rufus
- 2010 : Dante's Inferno : Lucifer
- 2010 : Une vie de chat : Nico
- 2011 : Green Lantern : Les Chevaliers de l'Émeraude : Kloba Vud, Palaqua et Ranakar
- 2011 : Batman: Year One : Stan
- 2011 : Le Tableau
- 2012 : Animen: The Galactic Battle : Colonel Steele
- 2012 : Naruto Le Film : Kizashi Haruno
- 2013 : Lego Batman, le film : Unité des super héros : Bane, le Pingouin
- 2013 : La Ligue des justiciers : Le Paradoxe Flashpoint : Lex Luthor et Capitaine Thunder
- 2014 : Justice League: War : Darkseid
- 2014 : Apocalypse Kiss : le directeur de secteur
- 2014 : Les Boxtrolls : Shoe et Sparky
- 2014 : The Marvel Experience : Wolverine
- 2014 : Naruto the Last, le film : Onoki
- 2015 : La Ligue des justiciers : Le Trône de l'Atlantide : Lex Luthor
- 2015 : Hôtel Transylvanie 2 : voix additionnelles
- 2016 : Batman : Mauvais Sang : Black Mask et Firefly
- 2018 Bumblebee (film) : Wheeljack
- 2024 Transformers : Le Commencement : le commentateur de la course et le gardien

### Télévision
- 1984-1985 : Ken le Survivant : Shin (3 épisodes)
- 1989 : Midnight Eye Goku : Goku (2 épisodes)
- 1994 : Macross Plus : Marj Gueldoa
- 1995 : Kaitou Saint Tail : Genichirou Haneoka (15 épisodes)
- 1995 : Armitage III : le responsable de Kelly
- 1995 : Street Fighter 2 V : Dhalsim (3 épisodes)
- 1995 : El Hazard, le Monde Magnifique : voix additionnelles (26 épisodes)
- 1996 : Kenshin le vagabond : Makoto Shishio et Toma Sakaki
- 1997-1998 : Vampire Princess Miyu : le père de Yu Li et autres personnages (7 épisodes)
- 1998 : Initial D : Keisuke Takahashi (26 épisodes)
- 1998-1999 : Cowboy Bebop : Spike Spiegel (26 épisodes)
- 1999 : Kacho-ohji : Joseph Watanabe (1 épisode)
- 1999 : Arc the Lad : Pandit (26 épisodes)
- 1999 : I'm Gonna Be An Angel! : Yuusuke (13 épisodes)
- 1999-2000 : Great Teacher Onizuka : Eikichi Onizuka (43 épisodes)
- 1999-2003 : The Big O : Roger Smith (26 épisodes)
- 2000 : Love Hina : le père de Shinobu
- 2000 : FLCL : Masashi et Miyu Miyu (3 épisodes)
- 2000 : Vandread : Duero McFile
- 2000 : Bob l'éponge (1 épisode)
- 2000 : Love Hina Final Selection : Masayuki Haitani et M. Akamatsu
- 2000-2003 : Digimon : J.P. Shibayama, Guilmon, Kenta Kitagawa et autres personnages (138 épisodes)
- 2001 : Initial D Extra Stage : K.T. Takahashi
- 2001 : S-CRY-ed : Kazuma (1 épisode)
- 2001 : Cosmowarrior Zero : La Jeunesse d'Albator : le jeune sorcier (1 épisode)
- 2001 : Mahoromatic : Gunji et Toh Ryuga
- 2001 : Samurai Girl : Ninja et Shizuma Kusanagi (13 épisodes)
- 2001 : Totally Spies! : Le Roi Kurpet (1 épisode)
- 2001-2002 : Transformers: Robots in Disguise : Dark scream, Fortress Maximus et W.A.R.S.
- 2001-2002 : Saibogu 009 : Claus Van Bogoot et Commandant Farej (12 épisodes)
- 2002 : Zentrix : OmnicronPsy (1 épisode)
- 2002 : Gun Frontier : le sorcier
- 2002 : Chobits : Hiroyasu Ueda
- 2002 : Les Douze Royaumes : Meiken
- 2002 : Witch Hunter Robin : Akio Kurosawa (26 épisodes)
- 2002-2003 : Heat Guy J : Kia Freeborn (2 épisodes)
- 2002-2004 : Ghost in the Shell: Stand Alone Complex : plusieurs personnages (6 épisodes)
- 2002-2005 : Quoi d'neuf Scooby-Doo ? : Melbourne O'Reilly, Rama Yam et Spencer Johnson (5 épisodes)
- 2002-2006 : Naruto : Orochimaru, Zabuza Momochi et autres personnages (72 épisodes)
- 2003 : Gad Guard : Renji (11 épisodes)
- 2003 : .hack//Legend of the Twilight : Sanjuro Sunarashi (12 épisodes)
- 2003 : Last Exile : Vincent Arthai
- Les Supers Nanas : l'architecte (1 épisode)
- 2003 : Geneshaft : Larry
- 2003-2004 : Wolf's Rain : Darcia et autres personnages (15 épisodes)
- 2003-2007 : Jenny Robot : Smytus, Squish et autres personnages (5 épisodes)
- 2004 : Duel Masters : Sho (26 épisodes)
- Gungrave : Ballarbird Lee et autres personnages (16 épisodes)
- 2004-2005 : Samurai champloo : Mugen (26 épisodes)
- 2004-2005 : Megas XLR : Jamie et autres personnages (25 épisodes)
- 2004-2007 : Billy et Mandy, aventuriers de l'au-delà : plusieurs personnages (11 épisodes)
- 2005 : Zach Bell ! : Dr Hakase, Gofure et Shin (8 épisodes)
- 2005 : Les Loonatics : Fuz-z (1 épisode)
- 2005-2006 : Idaten Jump : Koei, Gen et Takeru Yamato (17 épisodes)
- 2005-2006 : W.I.T.C.H. : Raythor, Blunk et autres personnages (17 épisodes)
- 2005-2008 : Ben 10 : Heatblast, Vilgax et autres personnages (27 épisodes)
- 2006 : Blood+ : Moses, Collins et Grant (22 épisodes)
- 2006-2007 : Code Geass : Kyoshiro Tohdoh et autres personnages (5 épisodes)
- 2006-2007 : Tenpō ibun ayakashi ayashi : Ryuudou Yuki (25 épisodes)
- 2007 : Afro Samurai : l'assassin (1 épisode)
- 2007-2008 : Digimon Data Squad : Motimon, Nyokimon et Falcomon (13 épisodes)
- 2007-2008 : Gurren Lagann : Leeron Littner (27 épisodes)
- 2007-2012 : Naruto Shippuden : Un funeste présage : Orochimaru et Onoki (68 épisodes)
- 2008-2009 : Wolverine et les X-Men : Logan, Wolverine et Telford Porter (26 épisodes)
- 2008-2009 : Spectacular Spider-Man : Green Goblin, Dilbert Trilby et Seymour O'Reilly (15 épisodes)
- 2008-2010 : Stitch ! : Sparky, Fukuda et Frankenstein (7 épisodes)
- 2009 : Afro Samurai: The Resurrection : l'assassin
- 2009-2011 : The Super Hero Squad Show : Wolverine et Thanos (45 épisodes)
- 2010 : Chowder : Limon et Ninja (1 épisode)
- 2010 : Batman : L'Alliance des héros : Capitaine Cold et Heat Wave (1 épisode)
- 2010 : Jonah Hex (7 épisodes)
- 2010 : Mari-Kari : Larry (6 épisodes)
- 2010-2011 : Durarara!! : Kyohei Kadota (22 épisodes)
- 2010-2012 : Avengers : L'Équipe des super-héros : Red Skull, Johann Schmidt et Dell Rusk (6 épisodes)
- 2010-2013 : Transformers: Prime : Starscream et voix additionnelles
- 2010-2015 : Oncle Grandpa : Ham Sandwich Jones (2 épisodes)
- 2010-2016 : Regular Show : Carter, Muscle et Bro, Techmo et autres personnages (27 épisodes)
- 2011 : Wolverine : Kikyo Mikage (9 épisodes)
- 2011 : X-Men : Wolverine, Logan et les patients mutants (12 épisodes)
- 2011 : Tiger & Bunny : Jake Martinez (4 épisodes)
- 2011 : Blade : Kikyo Mikage et Capitaine MacRay (6 épisodes)
- 2011-2012 : La Ligue des justiciers : Nouvelle Génération : Werner Vertigo et Rudy West (2 épisodes)
- 2011-2016 : Transformers: Rescue Bots : Heatwave, M. Alper et voix additionnelles
- 2012 : Generator Rex : Sebastian et Leon (1 épisode)
- 2012-2014 : Ultimate Spider-Man : Wolverine et Ka-Zar (7 épisodes)
- 2012-2014 : La Légende de Korra : Amon et Baraz (12 épisodes)
- 2013 : Docteur La Peluche : Commandant Crush (2 épisodes)
- 2013 : Mad : Donald Duck (1 épisode)
- 2013 : Transformers Prime Beast Hunters: Predacons Rising : Starscream et Darksteel
- 2013 : Lego Marvel Super Heroes : contrôle maximum : Wolverine (1 épisode)
- 2013-2014 : Ben 10: Omniverse : Vilgax, Ghostfreak et Zs'Skayr (14 épisodes)
- 2013-2014 : Tenkai Knights : M. Nash, Boreas et Granox (52 épisodes)
- 2013-2015 : Hulk et les Agents du S.M.A.S.H. : Sauron et autres personnages (9 épisodes)
- 2014 : Wander : Général Outrage (1 épisode)
- 2014 : Tortues Ninja : Les Chevaliers d'écaille : Speed Demon (1 épisode)
- 2014-2016 : Star Wars Rebels : Zeb Orrelios, Alton Kastle et autres personnages (34 épisodes)
- 2015 : Mixels : Roi Nix, Kamzo et Weenie (1 épisode)
- 2015 : Bugs ! Une Production Looney Tunes : Jack (3 épisodes)
- 2015-2017 : Transformers Robots in Disguise : Mission secrète : Starscream, Aerobolt, Powerclaw, Ransack et Backtrack
- 2017- : Spider-Man : Bonesaw McGee
- 2022-2024 : Transformers : EarthSpark : Starscream, Razor-fin et voix additionnelles
- 2023-2024 : Star Wars: The Bad Batch : Lanse Crowder, Eenta, Warden
- 2023 : The Mandalorian : Zeb Orrelios (saison 3, épisode 5)

### Jeux vidéo
- 1995 : The Dig : Ludger Brink et le leader Cocytan
- 1995 : Full Throttle : Sid
- 1996 : Star Wars: X-Wing vs. TIE Fighter : pilote impérial
- 1996 : Afterlife : voix additionnelles
- 1997 : Dragon Ball: Final Bout : Goku et Vegito
- 1997 : The Granstream Saga : Gandor
- 1997 : The Lost World: Jurassic Park : les dinosaures
- 1998 : Brave Fencer Musashi : Jon
- 1998 : Star Wars: Jedi Knight - Mysteries of the Sith : un soldat rebelle
- 1998 : Battlezone : voix additionnelles
- 1999 : Star Wars: X-Wing Alliance : Olin Garn
- 2000 : Star Wars: Force Commander : le conducteur de l'Hover Tank
- 2001 : Throne of Darkness
- 2001 : Return to Castle Wolfenstein : un égyptien et un allemand
- 2002 : Medal of Honor : Débarquement allié : les soldats
- 2002 : Star Wars Jedi Knight 2: Jedi Outcast : Galak Fyyar
- 2002 : Neverwinter Nights : Ballard et Daelan Red Tiger
- 2002 : Warcraft III: Reign of Chaos : Tauren
- 2003 : Command and Conquer: Generals : les soldats de roquette américains
- 2003 : Naruto: Clash of Ninja : Zabuza Momichi
- 2003 :Warcraft III: The Frozen Throne : Tauren, Anub'arak et Rexxar
- 2003 : Romance of the Three Kingdoms II : Sun Ce
- 2003 : Star Wars: Knights of the Old Republic : Yun Genda
- 2003 : Command and Conquer: Generals - Heure H : voix additionnelles
- 2003 : Call of Duty : Capitaine Foley
- 2003 : Lords of EverQuest
- 2003 : Ratchet and Clank 2 : le leader des Thug et autres personnages
- 2003 : Crash Nitro Kart : Crash Bandicoot et l'empereur Velo
- 2003 : Mission: Impossible - Operation Surma : Ethan Hunt
- 2003 : Naruto: Clash of Ninja Revolution 2 : Orochimaru, Hiruzen Sarutobi et Zabuza
- 2003 : Le Seigneur des anneaux : La Guerre de l'anneau : Varin, Gondor Swordsman
- 2004 : Pitfall : L'Expédition perdue : Pitfall Harry
- 2004 : Gungrave : Benji Kugashira et Zell Condorbrave
- 2004 : The Punisher : Bullseye, Matt Murdock et Gnucci
- 2004 : Shadow Ops: Red Mercury : Frank Hayden
- 2004 : Ground Control II: Operation Exodus : G'Hall Vicath et K'Haunir Vicath
- 2004 : Xenosaga Episode II: Jenseits von Gut und Böse : Sellers
- 2004 : Doom 3 : K. Miller
- 2004 : Shellshock: Nam '67 : plusieurs personnages
- 2004 : Naruto: Ultimate Ninja 2 : Orochimaru et Zabuza Momochi
- 2004 : Men of Valor
- 2004 : X-Men Legends : Wolverine
- 2004 : EverQuest II : Valik
- 2004 : Tom Clancy's Ghost Recon 2 : Scott Mitchell
- 2004 : Vampire: The Masquerade - Bloodlines : Andrei et Sabbat
- 2004 : World of Warcraft : les Orc et Tauren
- 2004 : Le Seigneur des anneaux : La Bataille pour la Terre du Milieu : les gondorian les Orcs et Boromir
- 2004 : Star Wars: Knights of the Old Republic 2 - The Sith Lords
- 2004 : Tom Clancy's Ghost Recon Advanced Warfighter : Scott Mitchell
- 2005 : Area 51 : voix additionnelles
- 2005 : God of War : Ares
- 2005 : Doom 3: Resurrection of Evil
- 2005 : Psychonauts : G-Men et Tiger
- 2005 : Guild Wars : Justicier Hablion
- 2005 : Destroy All Humans! : Psi G-Man
- 2005 : Killer7 : Benjamin Keane, Kenjiro Matsuoka et autres personnages
- 2005 : Rogue Galaxy : Zegram Ghart, Henry et Borga
- 2005 : Naruto Uzumaki : Orochimaru et Zabuza Momochi
- 2005 : X-Men Legends II : L'Avènement d'Apocalypse : Wolverine et Omega Red
- 2005 : Conflict: Global Storm : Conners
- 2005 : SOCOM 3: U.S. Navy SEALs : Mark Tepper
- 2005 : Quake 4 : les marines
- 2005 : Star Wars: Battlefront 2 : infanterie de l'alliance
- 2005 : Naruto: Ultimate Ninja 3 : Orochimaru et Zabuza Momochi
- 2006 : Dirge of Cerberus: Final Fantasy VII : Vincent Valentine
- 2006 : Star Wars: Empire at War : un stormtrooper
- 2006 : Le Seigneur des anneaux : La Bataille pour la Terre du Milieu II : Boromir, les Orcs et les Gondorians
- 2006 : Final Fantasy XII : Ba'Gamnan
- 2006 : Naruto: Ultimate Ninja Heroes 2: The Phantom Fortress : Orochimaru et Zabuza Momochi
- 2006 : Guild Wars Factions : voix additionnelles
- 2006 : X-Men, le jeu officiel : Jason Stryker
- 2006 : Titan Quest
- 2006 : Dead Rising : Cliff Hudson et Roger Hall
- 2006 : Company of Heroes : le commandant de la base
- 2006 : ParaWorld : Babbit
- 2006 : Just Cause : voix additionnelles
- 2006 : Gothic 3 : voix additionnelles
- 2006 : Destroy All Humans! 2 : les ninjas noirs
- 2006 : Marvel: Ultimate Alliance : Wolverine, Venom et Rhino
- 2006 : Souris City : Le Frog
- 2006 : SOCOM: U.S. Navy SEALs - Fireteam Bravo 2 : Mark Tepper
- 2006 : SOCOM: U.S. Navy SEALs - Combined Assault : Mark Tepper
- 2006 : Resistance: Fall of Man : les soldats
- 2006 : Red Steel
- 2006 : Le Seigneur des anneaux : La Bataille pour la Terre du Milieu II - L'Avènement du Roi-Sorcier : Boromir et les Gondorian
- 2006 : Digimon World Data Squad : Flacomon, Peckmon et Yatagaramon
- 2006 : Metal Gear Solid: Portable Ops : Gene
- 2006 : Bleach: Shattered Blade : Ulquiorra Cifer
- 2006 : Xenosaga Episode III: Also sprach Zarathustra : Canaan et le professeur
- 2006 : Star Wars: Empire at War - Forces of Corruption : le défileur
- 2007 : World of Warcraft: The Burning Crusade : Gyro-Kill et Akama
- 2007 : Titan Quest: Immortal Throne
- 2007 : Tom Clancy's Ghost Recon Advanced Warfighter 2 : Scott Mitchell
- 2007 : Command and Conquer : Conflit du Tibérium : voix additionnelles
- 2007 : Spider-Man 3 : Rhino
- 2007 : Pirates des Caraïbes : Jusqu'au bout du monde : voix additionnelles
- 2007 : Transformers, le jeu : Trailbreaker, Autobot/Decepticon Protoform (NDS)
- 2007 : Naruto: Ultimate Ninja Heroes : Orochimaru
- 2007 : Guild Wars: Eye of the North : Pyre Fierceshot
- 2007 : Company of Heroes: Opposing Fronts : voix additionnelles
- 2007 : Halo 3 : Brutes
- 2007 : Neverwinter Nights 2: Mask of the Betrayer : One of Many
- 2007 : Enemy Territory: Quake Wars : voix additionnelles
- 2007 : Power Rangers: Super Legends : Lord Zedd, Lunar Wolf Ranger et le système de sécurité
- 2007 : Naruto: Clash of Ninja Revolution : Orochimaru
- 2007 : Naruto: Rise of a Ninja : Orochimaru et Zabuza
- 2007 : FEAR Perseus Mandate : Capitaine David Raynes
- 2007 : Uncharted: Drake's Fortune : les descendants
- 2007 : Universe at War: Earth Assault : Nufai et le scientifique Masari
- 2007 : À la croisée des mondes : La Boussole d'or : Alfons et Gyptian
- 2008 : Command and Conquer 3 : La Fureur de Kane
- 2008 : Valkyria Chronicles : Zaka et Nils Daerden
- 2008 : Ninja Gaiden II : Zedonius
- 2008 : Star Wars : Le Pouvoir de la Force : un stormtrooper
- 2008 : Too Human : Hod
- 2008 : Ratchet and Clank: Quest for Booty : l'opérateur du Beacon
- 2008 : Lego Batman, le jeu vidéo : Batman, le Joker et Killer Moth
- 2008 : Saints Row 2 : plusieurs personnages
- 2008 : Spider-Man : Le Règne des ombres : Wolverine
- 2008 : Naruto: Clash of Ninja Revolution 2 : Orochimaru
- 2008 : Naruto: Ultimate Ninja Storm : Orochimaru
- 2008 : Tom Clancy's EndWar : Général Scott Mitchell
- 2008 : Call of Duty: World at War : Tank Dempsey
- 2009 : MadWorld : Jack Cyman
- 2009 : Prototype
- 2009 : The Chronicles of Riddick: Assault on Dark Athena : le garde
- 2009 : X-Men Origins: Wolverine : Wade Wilson et Sénateur Kelly
- 2009 : Bionic Commando : Joseph Gibson
- 2009 : Transformers : La Revanche : voix additionnelles
- 2009 : G.I. Joe : Le Réveil du Cobra : Gung Ho
- 2009 : Batman: Arkham Asylum : Ian Kennedy
- 2009 : Marvel: Ultimate Alliance 2 : Wolverine et Nitro
- 2009 : Ninja Gaiden Sigma 2 : Zedonius
- 2009 : Ratchet and Clank: A Crack in Time : Agorien
- 2009 : Brütal Legend : Thunderhogs et Sparkies
- 2009 : Dragon Age: Origins : Oghren, Irving et Gorim
- 2009 : The Saboteur : Père Dennis et Gaspard
- 2009 : Naruto Shippūden: Ultimate Ninja Heroes 3 : Orochimaru
- 2010 : Army of Two : Le 40e jour
- 2010 : Mass Effect 2 : Grunt, Wilson et Matthews
- 2010 : Warhammer 40,000: Dawn of War II - Chaos Rising : Cyrus, Martellus et Eliphas
- 2010 : Metro 2033 : Capitaine Krasnov
- 2010 : Dragon Age: Origins - Awakening : Oghren et Jukka
- 2010 : Command and Conquer 4 : Le Crépuscule du Tiberium
- 2010 : Metal Gear Solid: Peace Walker : Ramon Galvez Mena
- 2010 : Iron Man 2 : plusieurs personnages
- 2010 : Transformers : La Guerre pour Cybertron : Barricade, le narrateur, Shockwave/Cliffjumper/Dirge/Breakdown (NDS)
- 2010 : Singularity : Nikolai Demichev
- 2010 : Mafia II : Tommy
- 2010 : Spider-Man : Dimensions : Hobgoblin et Silvermane
- 2010 : Le Seigneur des anneaux : La Quête d'Aragorn : Boromir et le roi des morts
- 2010 : Final Fantasy XIV
- 2010 : Naruto Shippuden: Ultimate Ninja Storm 2 : Orochimaru
- 2010 : Vanquish : Robert Burns
- 2010 : Fallout: New Vegas
- 2010 : Star Wars : Le Pouvoir de la Force 2 : un stormtrooper
- 2010 : God of War: Ghost of Sparta : un citoyen et un soldat
- 2010 : Call of Duty: Black Ops : Tank Dempsey
- 2011 : Marvel vs. Capcom 3: Fate of Two Worlds : Wolverine et Taskmaster
- 2011 : Bulletstorm : Grayson Hunt
- 2011 : Warhammer 40,000: Dawn of War II - Retribution : Eliphas et Cyrus
- 2011 : MotorStorm: Apocalypse : Big Dog
- 2011 : PlayStation Move Heroes : plusieurs personnages
- 2011 : Duke Nukem Forever : Foreman
- 2011 : Transformers 3 : La Face cachée de la Lune : Starscream, Crowbar (NDS) et voix additionnelles
- 2011 : TERA: Rising : Aman, les humains et les elfes
- 2011 : Shadows of the Damned : Garcia Hotspur et les démons
- 2011 : Captain America : Super Soldat : Baron Heinrich Zemo
- 2011 : Dead Island : Sinamoi
- 2011 : X-Men: Destiny : Wolverine et Pyro
- 2011 : Spider-Man : Aux frontières du temps : Anti-Venom
- 2011 : Rage : Capitaine John Marshall
- 2011 : Ace Combat: Assault Horizon : Kingmaster
- 2011 : Skylanders: Spyro's Adventure : Auric
- 2011 : Ratchet and Clank: All 4 One : M. Dinkles
- 2011 : Naruto Shippuden: Ultimate Ninja Impact : Orochimaru
- 2011 : Batman: Arkham City : M. Sickle Abramovic et Waylon Jones
- 2011 : Le Seigneur des anneaux : La Guerre du Nord : Gloin, Maradan et Southerner
- 2011 : Saints Row: The Third : Zombie
- 2011 : Assassin's Creed: Revelations : Leandros
- 2011 : Final Fantasy XIII-2 : l'arbitre du temps
- 2011 : Uncharted: Golden Abyss : un mercenaire et un voyou
- 2011 : Star Wars: The Old Republic : Andronikos Revel, Baron Deathmark et Amiral Monk
- 2012 : Les Royaumes d'Amalur : Reckoning : Han Tetran et Red Idward
- 2012 : Asura's Wrath : Sergei
- 2012 : Syndicate : voix additionnelles
- 2012 : Naruto Shippuden: Ultimate Ninja Storm Generations : Orochimaru, Zabuza Momochi et Ao
- 2012 : Mass Effect 3 : Urdnot Grunt
- 2012 : Starhawk : Shérif Tracy Howell
- 2012 : Diablo III : Zoltun Kulle
- 2012 : Tom Clancy's Ghost Recon: Future Soldier : Scott Mitchell
- 2012 : Lollipop Chainsaw : voix additionnelles
- 2012 : Lego Batman 2: DC Super Heroes : Bane, Ra's al Ghul et Alfred Pennyworth
- 2012 : The Amazing Spider-Man : Curt Connors, le Lézard et Vermin
- 2012 : The Secret World : Jack Boone
- 2012 : Darksiders II : le justicier, le sénéchal Arex et le chasseur
- 2012 : Transformers : La Chute de Cybertron : Sharpshot, Shockwave et Swindle
- 2012 : Guild Wars 2 : Rytlock Brimstone, Morg Matchflamme et Old Cluut
- 2012 : World of Warcraft: Mists of Pandaria : Protecteur Yi, Malik et Commandant Ri'mok
- 2012 : Marvel Avengers: Battle for Earth : Wolverine et Uatu
- 2012 : Halo 4 : voix additionnelles
- 2012 : Hitman: Absolution : Carey Scutum
- 2012 : Gardiens de la Terre du Milieu : Sauron
- 2012 : Transformers Prime : Le Jeu : Starscream et voix additionnelles
- 2013 : Sly Cooper : Voleurs à travers le temps : Rioichi Cooper et le Lion
- Naruto Shippūden: Ultimate Ninja Storm 3 : Ao et Ohnoki
- 2013 : StarCraft 2: Heart of the Swarm : Abathur
- 2013 : God of War: Ascension : Ares
- 2013 : BioShock Infinite : voix additionnelles
- 2013 : Metro: Last Light : voix additionnelles
- 2013 : Fuse : Ivan Sovlenko
- 2013 : The Last of Us : voix additionnelles
- 2013 : Deadpool : Wolverine
- 2013 : The Wonderful 101 : Gah-Goojin, Wanna et Jergingha
- 2013 : Skylanders: Swap Force : Tuk et Chop Chop
- 2013 : WipEout : M. Doodle
- 2013 : Lego Marvel Super Heroes : Abomination, A-Bomb et Beetle
- 2013 : Batman: Arkham Origins : Lester Buchinsky et Ricky Leblanc
- 2014 : Diablo III: Reaper of Souls : Zoltun Kulle
- 2014 : BioShock Infinite : voix additionnelles
- 2014 : The Elder Scrolls Online : Jakarn
- 2014 : The Amazing Spider-Man 2 : Kraven et Sergei Kravinoff
- 2014 : Skylanders: Trap Team : Auric, Enigma et Chop Chop
- 2014 : La Légende de Korra : Hundun
- 2014 : Call of Duty: Advanced Warfare : voix additionnelles
- 2014 : Transformers : The Dark Spark : Shockwave, Swindle et Sharpshot
- 2014 : Transformers Universe : Switchblade et voix additionnelles
- 2015 : Final Fantasy Type-0 : Cid Aulstyne
- 2015 : Infinite Crisis : Batman et Lex Luthor
- 2015 : Mortal Kombat X : Sub-Zero, Reptile et Bo' Rai Cho
- 2015 : Heroes of the Storm : Abathur, Rexxar et Dehaka
- 2015 : Batman: Arkham Knight : Killer Croc
- 2015 : Star Wars : Insurrection : Happy Dapp et Huttese
- 2015 : Skylanders: SuperChargers : Enigma et Chop Chop
- 2015 : Lego Dimensions : Sauron, Bane et Commissaire Gordon
- 2015 : Halo 5: Guardians : le chef de l'équipe
- 2015 : Call of Duty: Black Ops III : Tank Dempsey
- 2015 : Transformers: Devastation : Bonecrusher, Defensor et voix additionnelles
- 2016 : Lego Marvel's Avengers : Taskmaster et Beta Ray Bill
- 2016 : Naruto Shippūden: Ultimate Ninja Storm 4 : Orochimaru, Zabuza Momochi et Ohnoki
- 2016 : Teenage Mutant Ninja Turtles : Des mutants à Manhattan : Krang
- 2016 : Mighty No. 9
- 2019 : Mortal Kombat 11 : Baraka et Sub-Zero
- 2020 : Valorant : Brimstone
- 2022 : Neon White : Neon White
- 2023 : Mortal Kombat 1  : Baraka